# Équipe du Brésil de hockey sur gazon
L’équipe du Brésil de hockey sur gazon est la sélection nationale représentant le Brésil dans les compétitions internationales de hockey sur gazon.
L'équipe fut créée en 1998 lors d'un match contre le Chili.
Elle participe pour la première fois aux Jeux olympiques lors des Jeux olympiques d'été de 2016 à Rio de Janeiro. L'équipe se fait sortir dès le premier tour de la compétition avec cinq défaites en cinq matchs et finit dernière de ces JO. L'équipe était qualifiée d'office en raison de la désignation du pays hôte. Ce fut la première grande compétition pour cette équipe après la Ligue Mondiale 2012-2013 en Inde.

## Palmarès
Jeux olympiques
- 2016 : 12e